# عرايض (الريف الغربي)
عرايض (بالفارسية: عریض) هي منطقة سكنية تقع في إيران في قسم الريف الغربي الريفي. يقدر عدد سكانها بـ 145 نسمة بحسب إحصاء 2016.